# Đuro Robotić
Đuro Robotić (Maradik, 1900. – Zagreb, 1973.), hrvatski prevodilac, napravio je prvi prepjev Bhagavad Gite na hrvatski jezik.

## Karijera
Đuro Robotić radio je kao nastavnik matematike i fizike u srednjoj školi. Bio je čovjek širokog intresa i posebno zainteresiran za egzistencijalne probleme čovjeka. U tim okvirima posebna su područja njegovog interesa četvrta dimenzija i Bhagavad Gita.

S Gitom se upoznao još '40-ih godina i ona je odmah pobudila njegovu veliku pozornost i želju da vidi ovo djelo u cijelosti prevedeno na hrvatski jezik. Ne mogavši to naći odlučio se sam prihvatiti posla.

Radio je povremeno na prijevodima nekih dijelova s engleskog, ali je uviđao da nedostaje pravi original s kojega bi se mogao napraviti dobar prepjev. Napokon mu se otvora i ta mogućnost kada je došao do knjige "Bhagavad Gita", čiji su autori Annie Besant i Bhagavan Das. Ta knjiga sadrži sanskrtski i engleski tekst, točna značenja svih riječi, uvod u sanskrtsku gramatiku i popis svih riječi koje dolaze u epu. To je bio ključni polazni materijal da se napravi dobar prepjev.

Otišavši sredinom '50-ih godina u mirovinu posvetio se poslu prevođenja. Tijekom '60-ih godina izlazila su tiskana pjevanja u samo nekoliko primjeraka za najuži krug. S vremena na vrijeme bi izašla nova popravljena verzija, a neprestano traženje pravih riječi gotovo nikad nije prestalo.

1968. rukopis je bio dovršen, a prvi put izdan nakon smrti autora u nakladi njegove supruge tek 1983.